# ドイツ領ニューギニア

ドイツ領ニューギニア
Deutsch-Neuguinea (ドイツ語)

上：カイザー・ヴィルヘルムスラント（ニューギニア）
左：全体図 右：サモア
下：後に南洋群島となるマリアナ諸島、カロリン諸島、マーシャル諸島。右下角にナウルが見える。

ドイツ領ニューギニア（ドイツりょうニューギニア、英: German New Guinea、独: Deutsch-Neuguinea）は、ドイツ植民地帝国が初めて獲得した地域である。1884年から第一次世界大戦勃発後オーストラリアが占領した1914年まで保護領であった。ニューギニア島北東部（カイザー・ヴィルヘルムスラント）および周辺の島嶼部から構成。総面積は249,500平方キロメートル。
ドイツ領ニューギニアおよびビスマルク諸島の主要地域は現在、パプアニューギニアの一部となっている。カイザー・ヴィルヘルムスラント東側の島々は併合に際しビスマーク諸島（嘗てのニューブリタニア諸島）と改称、最も大きな2つの島はそれぞれノイポンメルン（ニューポメラニア、現在のニューブリテン島）、ノイメクレンブルク（ニューアイルランド州）と名を改めた。
西太平洋におけるドイツ領の島々はドイツ領サモアを除き「ドイツ帝国太平洋保護領」を形成。これらはドイツ領ニューギニアの統治下にあり、ドイツ領ソロモン諸島（ブカ、ブーゲンビル両島および小諸島群）、カロリン諸島、パラオ、マリアナ諸島（グアム島以外）、マーシャル諸島およびナウルを含む。

## 歴史

### 南太平洋における初期のドイツの存在
南太平洋地域に初めて進出したドイツ人は、アベル・タスマンが処女航海を行っていた時期、オランダ東インド会社の商船ヘームスカーク号で船長を務めたドイツ北東部イェファー出身のホールマン（あるいはホルマン）という男性であったという。その後、ハンザ同盟の商館が初めて足場を築く。ハンブルクのヨハン・セザール・ゴーテフフロイ・ソーン社が1857年以降、サモアに交易の拠点を置き、とりわけコプラ貿易や南太平洋各入植地へのドイツ移民の移送に力を入れながら、太平洋の貿易網を確立した。また、1877年にはハンブルクの商社ヘルンシェイム・ロベルトソン社がニューブリテン島北東部沿岸・ブランチ湾（ここからニューブリテン島やカロリン諸島、マーシャル諸島へ貿易を行っていた）のマトゥピ島でドイツ人共同体を設立。このほか1875年末までには、あるドイツ人商人をして「他の如何なる国をもほとんど除外してしまう程、ドイツの業者や船に至る所で出会う」とまで言わしめている。
しかし、経済的な動向はともかくとして、1880年以前における太平洋地域の植民地支配は限定的であった。当時のヨーロッパ列強の勢力範囲はニュージーランドやフランス領ポリネシア、ニューカレドニアおよびフィジー程度とされ、国家統一に手間取られ植民地獲得競争で英仏両国の後塵を拝していたドイツが、太平洋進出への機会を伺うようになる。

### ビスマルク政権下のドイツ植民地政策
1870年代末から1880年代初頭にかけて、右派の国民自由党および自由保守党を中心とする少数勢力がビスマルク宰相に植民地政策を着手させるべく、ドイツ国内に各種植民地協会を設立する。最も重要なものは「1882年植民地クラブ」および財界関係者が1884年に設立したドイツ植民協会であった。ドイツ植民協会は、植民思想や植民地獲得、在外ドイツ人との経済的文化的連携維持を謳っていたものの、ビスマルクの当初の返答は「植民地は国民感情が（互いの）政党の憎悪よりも強い祖国を必要とする」という1881年のメモに集約される。これは、あくまでヨーロッパでの対外政策（なかんずく普仏戦争以後におけるフランスの孤立状態の堅持）こそが関心の的であったビスマルクにとって、国家的事業として植民地獲得を遂行する考えはなかったことを物語っている。
しかし、ビスマルクはやがて方針を撤回。1882年から翌年にかけて、ブレーメンの豪商アドルフ・リューデリッツが政府の支援を受けてアンゴラに港（後のリューデリッツ港）を開き、1884年4月24日、ドイツ帝国の保護の下でドイツ領南西アフリカを建設。こうしてビスマルクは同年6月23日、国会に対し「今後私企業へ特許状を付与するものを除いて併合が進むであろう」として、ドイツ植民地政策の転換を伝えた。こうしてドイツによる南太平洋方面への進出も本格化し、1884年には北東ニューギニアおよびニューアイルランド諸島、ニューブリテン諸島、ソロモン諸島北部をイギリスとの協議を通じて獲得。前者をカイザー・ヴィルヘルムスラント、後者をビスマーク諸島とそれぞれ改名した。なお、1886年、ベルリン協約に基づきソロモン諸島全島がイギリスの保護領となった。

### ドイツニューギニア会社

ドイツニューギニア会社の旗

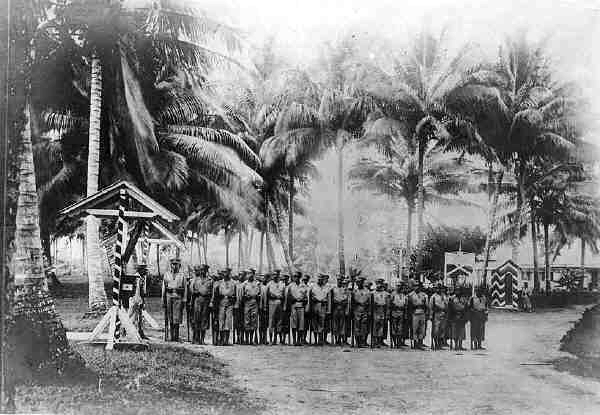
ドイツ領ニューギニアで教練を受ける原住民の新兵

1879年から1882年までの太平洋探検からドイツへ帰国するにあたり、オットー・フィンシュは銀行家アドルフ・フォン・ハンセマン率いる、太平洋地域への植民地拡大に興味を示す非公式グループへ加入する。フィンシュは、ニューギニア東北東部沿岸およびニューブリテン諸島に植民地を建設するよう懇願し、こうした事業にかかる費用の算定まで行った。1884年11月3日、ドイツニューギニア会社の賛助を得て、ドイツ国旗がカイザー・ヴィルヘルムスラントやビスマーク諸島、ドイツ領ソロモン諸島に翻ることとなる。
現地の労働力確保とプランテーション拡大を行うべく、植民地当局は軍隊を派遣し部族の居住地域を支配下に置いた。その後、原住民に年4週間の労働と現金での人頭税納付を義務付ける新法を公布。労働者が駆り集められ選択肢も少なかったものの、ここにおいて初めて賃金が支払われた。
アルベルト・ハールら植民地高官の中には、原住民の著しい人口減少を危惧する者がおり、東南アジアから労働者の徴発を試みるも成功はしなかった。それはマラリアや赤痢、インフルエンザの他天然痘といった病気により多数の労働者が命を落としたためである。とりわけ1894年に猛威を振るった天然痘については、ニューギニア島にいた農業労働者のうち、4分の1程度が死亡したとの記録も残されている。
こうしたなか、1910年以降、ハールは北部ニューアイルランド島での女性の徴発を禁じ、他地域でも募集を打ち切ることで、積極的な労働力動員が引き起こす否定的な影響を最小限に抑えようとした。これにはドイツ人入植者も反発、ハールは労働者を追加的に確保するため、未征服地にまで植民地支配を広げることを余儀なくされた。

### ドイツ帝国保護領
1899年、ドイツ政府はカロリン諸島およびマリアナ諸島（前年にアメリカ合衆国へ割譲されたグアム島を除く）を、米西戦争にて敗北を喫したスペインから25,000,000ペセタ（16,600,000金マルクに相当）で購入することで合意した。両諸島は保護領となり、ドイツ領ニューギニアの統治下に置かれた。1906年にはマーシャル諸島が追加された。

### 第一次世界大戦とヴェルサイユ条約
第一次世界大戦が勃発すると、オーストラリア軍は1914年、カール・フォン・クレヴィッツ船長らの抵抗叶わずカイザー・ヴィルヘルムスラントおよび近隣の島々を攻略し、日本もまた太平洋地域のドイツ領のほとんどを占領した。1914年9月11日にオーストラリア海陸軍遠征部隊（en:Australian Naval and Military Expeditionary Force）がビタパカの戦い（en:Battle of Bita Paka）でノイポンメルン島（後のニューブリテン島）の無線局を攻撃したのが、唯一の大きな戦闘であった。オーストラリア側は6名が死亡し4名が負傷、第一次世界大戦初の被害を出した。一方、ドイツ側はこれより深刻で、ドイツ人当局者1名および現地警察30名が死亡、ドイツ人当局者1名と現地警察10名が負傷。こうして9月21日には植民地の全ドイツ軍が降伏した。

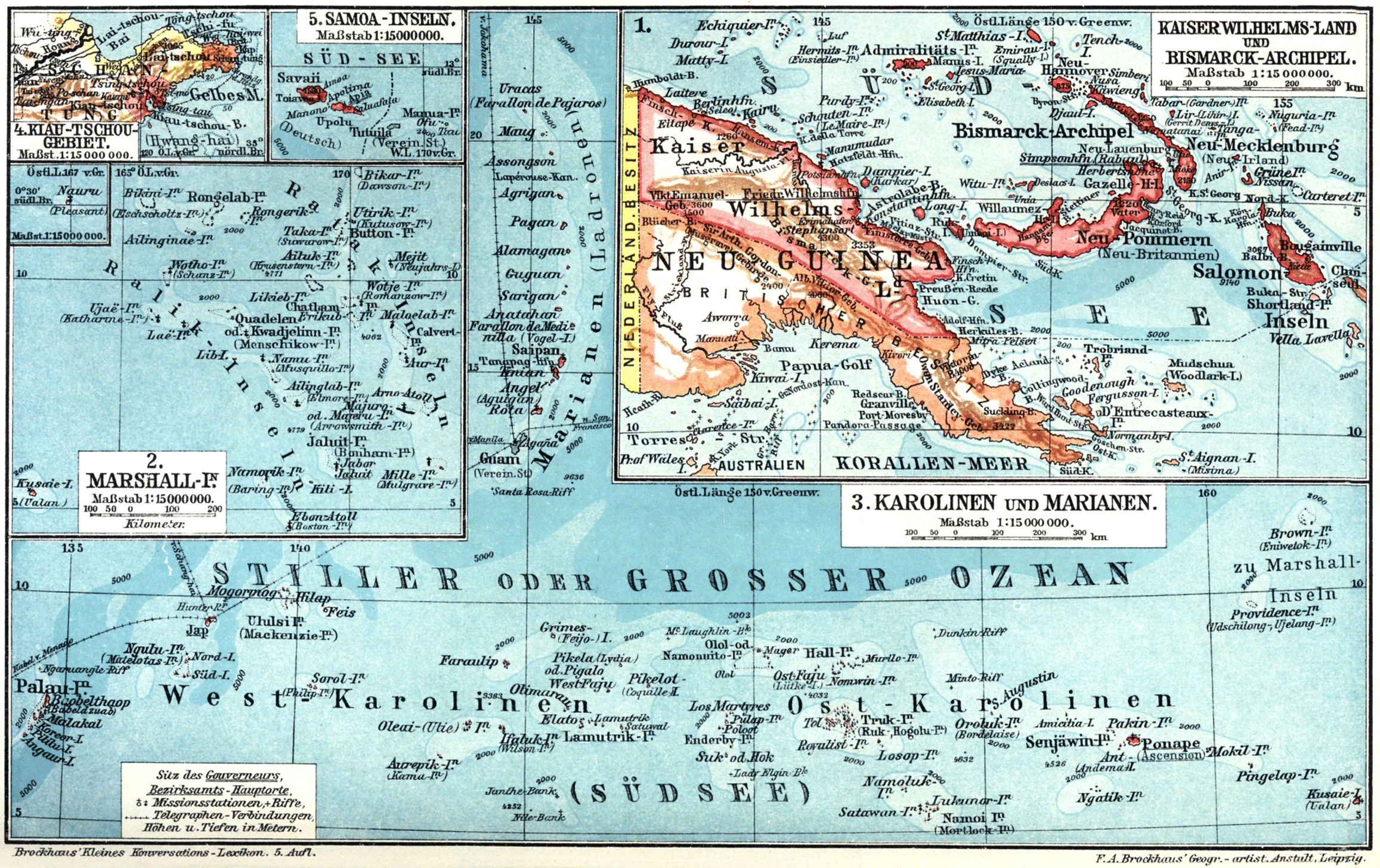
ドイツ領ニューギニア植民地カイザー・ヴィルヘルムスラントの地図（1884年–1919年）

しかしながら、ドイツ人当局者ヘルマン・デツナーと20名程度の現地警察は戦争中ニューギニアで捕虜とならなかった。デツナーがオーストラリア領パプアとの境界を地図に描くため調査探検を行っていた時、彼に知られることなく戦争が始まっていたためである。1920年の著書『人食い人種との四年間』の中で、ドイツ領（カイザー・ヴィルヘルムスラント）の内部にまで入っていたと主張しているが、この主張は様々なドイツ人宣教師の非難を浴び、1932年には前言のほとんどを撤回するに至る。
1919年のヴェルサイユ条約以後、ドイツはニューギニアを含む全植民地を喪失。旧ドイツ領ニューギニアは35年の歴史に幕を閉じ、日本による占領を挟み1949年までオーストラリアの国際連盟委任統治領ニューギニア (信託統治領)となった。なお、同年オーストラリア領（パプア (準州)）に編入されパプア及びニューギニア準州となり、後に現在のパプアニューギニアを形成する。

## 郵便切手

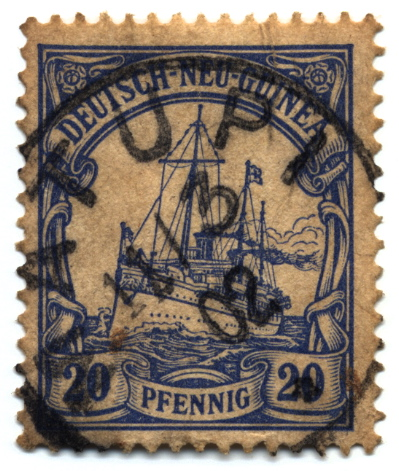
マトゥピ島の消印付20ペニヒ切手（1902年3月11日）

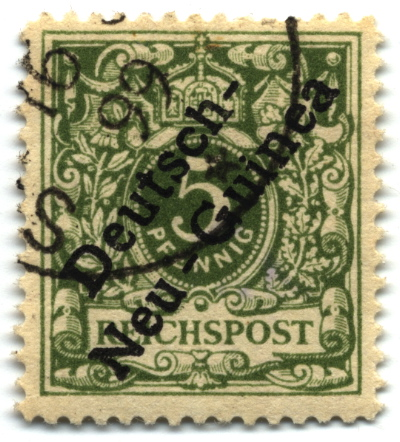
ステファンソートで使用されたものと思われる5ペニヒ切手（1899年）

植民地初の郵便切手は1897年、ドイツ本国の切手に「ドイツ領ニューギニア」（Deutsch – / Neu-Guinea）と加刷されたものであった。1901年には植民地共通のヨットを描いたシリーズが発行された。1914年5ペニヒ、10ペニヒおよび5マルク切手が透かし入りの用紙で再発行されたものの、植民地自体が占領されてしまったため日の目を見ることはなかった（1919年に発行された3ペニヒ切手も同様）。
これらの切手は現在1アメリカドル程度から500アメリカドル以上（使用済5マルク切手の場合）で取引されている。高額面切手の使用済はほとんどなく、未使用に比べ10-20倍の価格で取引される。偽の消印も存在するため収集にあたっては注意を要する。なお、オーストラリア占領以後、在庫していた透かしなし切手や、書留郵便のラベルに「G.R.I.」（Georgius Rex et Imperator（ゲオルギウス・レクス・エト・インペラトル）の略、イギリス国王およびインド帝国皇帝を兼務するジョージ5世の意）の銘と、当時英連邦の通貨単位であったペンスまたはシリング建の額面が加刷された。